# Martin Velits

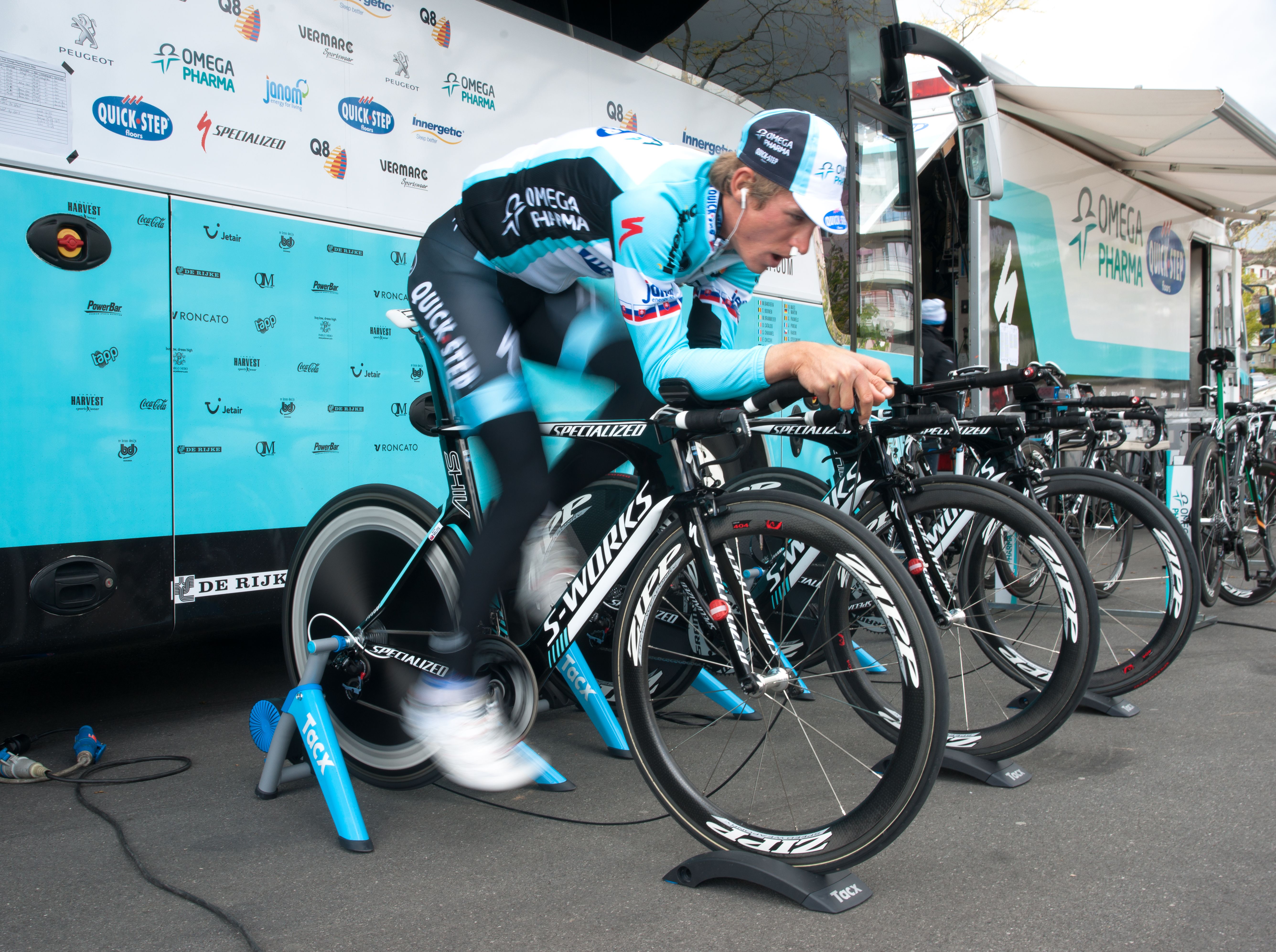
Martin Velits bei der Tour de Romandie 2012

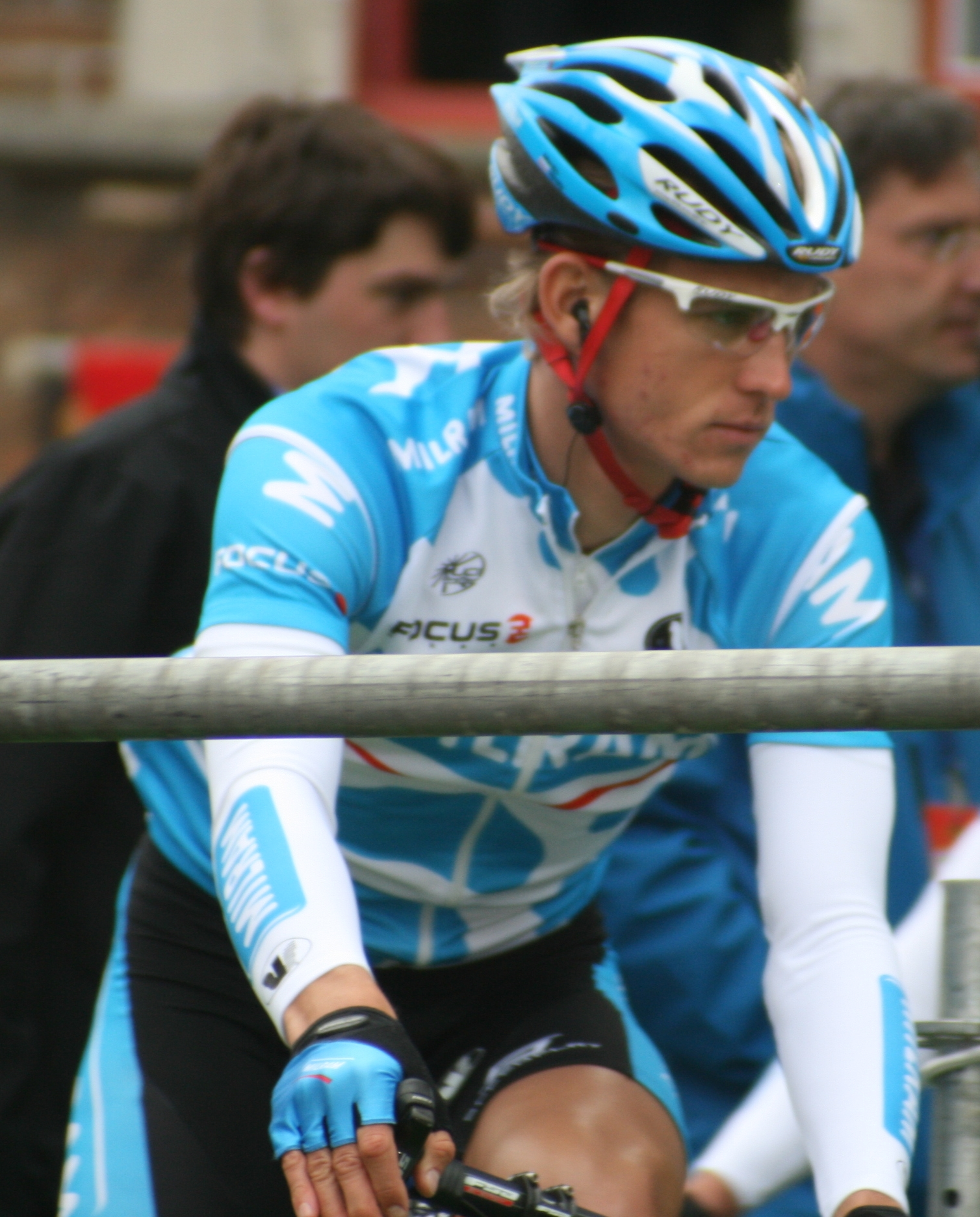
Martin Velits bei der Ronde van Vlaanderen 2009

Martin Velits (* 21. Februar 1985 in Bratislava) ist ein ehemaliger slowakischer Radrennfahrer. Er ist der Zwillingsbruder Peter Velits, der ebenfalls Radrennfahrer war.

## Karriere
Nachdem Martin Velits 2004 slowakischer U23-Meister im Einzelzeitfahren wurde, begann er seine internationale Karriere 2004 bei dem slowakischen Radsportteam Dukla Trenčín Merida. 2005 fuhr Velits für das südafrikanische Continental Team Konica Minolta. In seiner ersten Saison dort gewann er eine Etappe beim Giro del Capo und wurde Landesmeister der U23 im Straßenrennen. 2006 wiederholte er seinen Sieg bei den slowakischen U23-Zeitfahrmeisterschaften. Seinen ersten Vertrag bei einem Professional Continental Team erhielt er 2007 mit seinem Zwillingsbruder bei Wiesenhof-Felt und seinen ersten Vertrag 2008 bei einem  ProTeam, dem deutschen Team Milram. 2009 wurde er slowakische Elitemeister im Straßenrennen und 2010 im Zeitfahren.
Zum Saisonende 2017 beendete er seine sportliche Laufbahn.

## Erfolge
2004
- Slowakischer Meister – Einzelzeitfahren (U23)

2005
- eine Etappe Giro del Capo
- Slowakischer Meister – Straßenrennen (U23)
- Nachwuchswertung Slowakei-Rundfahrt

2006
- Slowakischer Meister – Straßenrennen (U23)

2009
- Slowakischer Meister – Straßenrennen

2010
- Slowakischer Meister – Zeitfahren

2013
- Mannschaftszeitfahren Tirreno–Adriatico

## Grand Tours-Platzierungen
| Grand Tour            | 2008 | 2009 | 2010 | 2011 | 2012 | 2013 | 2014 | 2015 | 2016 | 2017 |
| --------------------- | ---- | ---- | ---- | ---- | ---- | ---- | ---- | ---- | ---- | ---- |
| Giro d’ItaliaGiro     | –    | –    | –    | –    | DNF  | –    | –    | –    | –    | –    |
| Tour de FranceTour    | –    | –    | –    | –    | 88   | –    | –    | –    | –    | –    |
| Vuelta a EspañaVuelta | 73   | 95   | 106  | 125  | –    | –    | 130  | –    | 152  | –    |

## Teams
- 2004 Dukla Trenčín
- 2005 Konica Minolta
- 2006 Konica Minolta
- 2007 Wiesenhof-Felt
- 2008 Team Milram
- 2009 Team Milram
- 2010 Team HTC-Columbia / Team HTC-Columbia
- 2011 HTC-Highroad / HTC-Highroad
- 2012 Omega Pharma-Quick Step
- 2013 Omega Pharma-Quick Step
- 2014 Omega Pharma-Quick Step
- 2015 Etixx-Quick Step
- 2016 Etixx-Quick Step
- 2017 Quick-Step Floors